# الحنية
الحِنية قرية ساحلية تقع في الجبل الأخضر ب ليبيا وتبعد شمال غرب مدينة البيضاء ب 25 كم. كانت ميناءً استخدمه الإغريق قبل نحو 2500 عام. تعرف بتربية الخيل والماشية وصيد الأسماك والزراعة، كما بشواطئها وبحيراتها المالحة وآثارها.

## التسمية
قد يرجع سبب التسمية إلى تربة الأرض الحمراء كالحنة والحنة عند الليبيين عجينة توضع على الايدي لتجعلها حمراء اللون.
وقد يكون مصدر الاسم هو انعراج الوادي وكانت تسمى قديما باسم «اوسيجدة» كما هو في كتاب جغرافيا ليبيا في العهود القديمة أو بسبب وقوعها في أنحناء الشاطي.

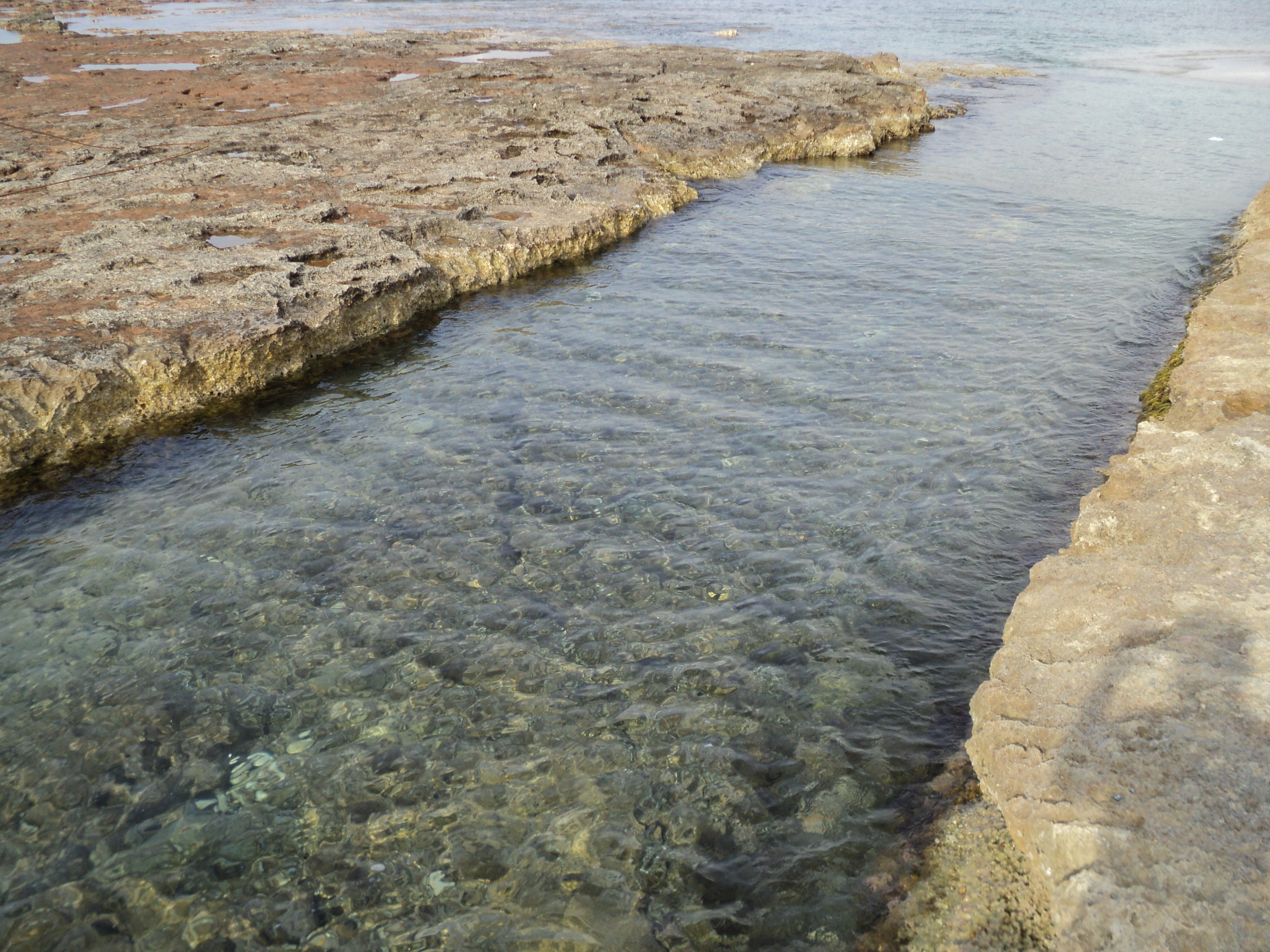
أحد شواطئ الحنية
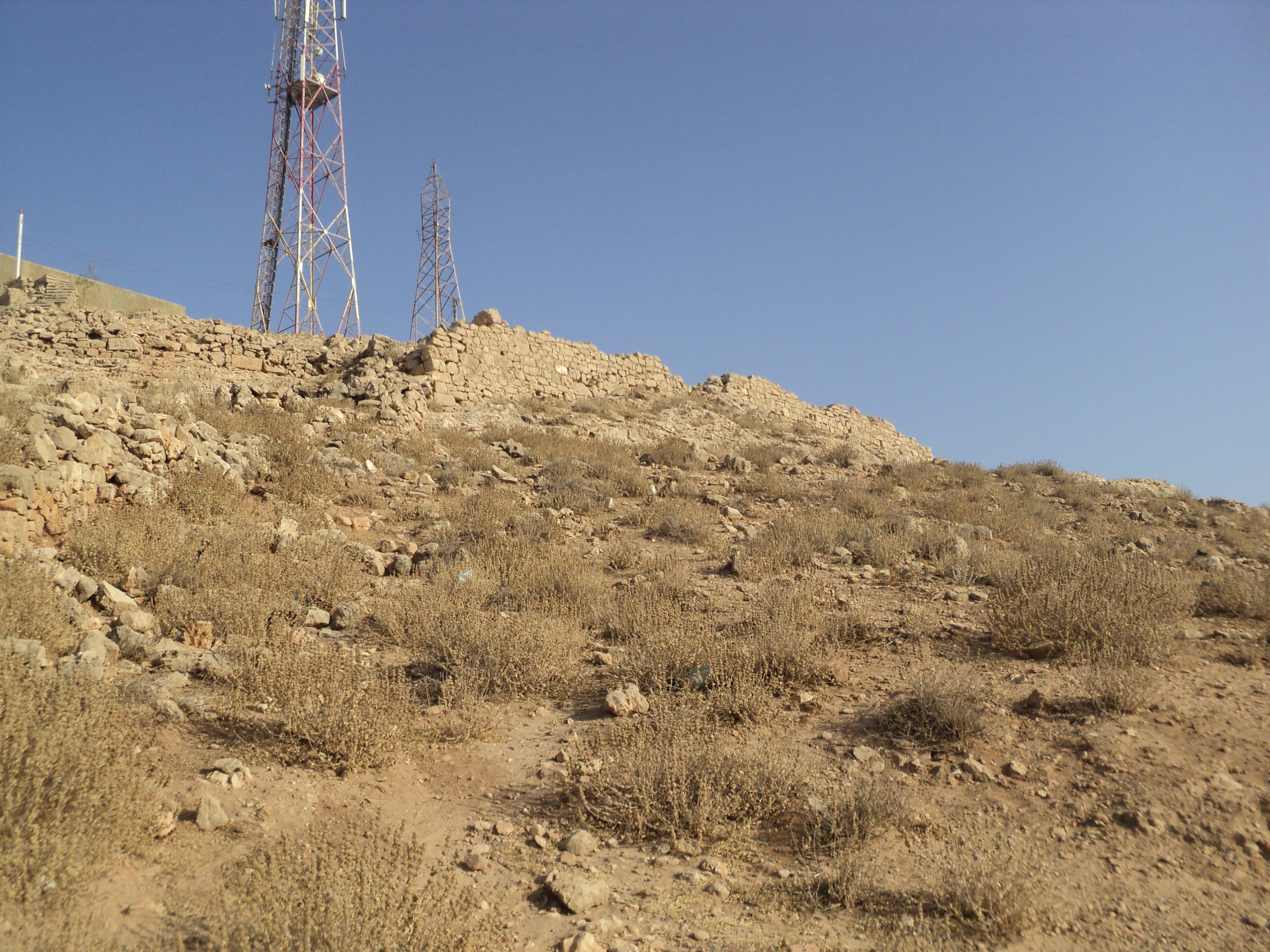
آثار في الحنية

## الحنية في العهود القديمة
عرفت الحنية في العهود الاغريقية والرومانية بتصدير الأبقار ومشتقاتها بالإضافة إلى نبات السيلفيوم كما اشتهر ميناؤها بميناء السمن التي توجد به بقايا مخازن السمن إلى يومنا هذا.
وعندما تتجول في السهول الواقعة خارج الحنية ترى الكثير من الاثار المتناثرة خارج القرية خاصة أرض وجبال بو التهامي الواقعة على بعد 5 كم غرب الحنية حيث بقايا قلاع الرومانية.
في أعلى قمم الجبال الواقعة على البحر مباشرة وكذلك في منطقة جرجارامه الواقعة على بعد 16 كم غرب الحنية ومدينة سوسة «أبولونيا» وشحات «قورينا» تبعدان عن الحنية نحو 50 كم.

## فترة الاستعمار الإيطالي
من المعارك الذي وقعت في الحنية معركة «قصر الحمّام» سنة 1916 وكانت شرق القرية بحوالى 4.5 كم، قتل فيها 40 ليبيا. دفنوا بمقبرة (سيدي علي) بالحنية.
وكذلك معركة «وادي المقرنات».
هاجم سكان القرية الحامية الإيطالية التي كان يقودها الضابط الإيطالي «كرو»، حيث دمروا الحامية التي كانت تعرف ب (كونفيناتو) المسيجة بدقة عالية.

## انظرأيضا
- الجبل الأخضر